# 미국의 안전벨트 법규

미국 50개 주, 컬럼비아 특별구 및 5개 미국령 거주 지역의 앞 좌석 승객을 위한 안전벨트 법규.
성인에게는 단속 없음 (미성년자에게는 1차 단속)
2차 단속
2차 단속; 특정 연령 미만은 1차 단속
1차 단속

대부분의 미국 안전벨트 법규는 주법에 맡겨져 있다. 최초의 안전벨트 법규는 연방법인 미국 법전 제49편 제301장 자동차 안전 표준으로, 1968년 1월 1일에 발효되어 모든 차량(버스 제외)에 지정된 모든 좌석에 안전벨트를 장착하도록 요구했다. 이 법은 이후 바깥쪽 좌석에 3점식 안전벨트를, 최종적으로 모든 좌석에 3점식 안전벨트를 요구하도록 수정되었다. 안전벨트 착용은 뉴욕주가 1984년 12월 1일부로 차량 탑승자에게 안전벨트 착용을 의무화한 최초의 주가 될 때까지 자율이었다. 2019년 현재, 뉴햄프셔주는 차량 내 성인에게 안전벨트 착용을 의무화하는 법이 없는 유일한 주이다.

## 1차 단속과 2차 단속
미국의 안전벨트 착용 법규는 1차 단속 또는 2차 단속 대상이 될 수 있다. 1차 단속은 집행관이 위반을 목격하면 운전자를 정지시키고 벌금을 부과할 수 있도록 한다. 2차 단속은 집행관이 안전벨트 위반으로 운전자를 정지시키거나 인용할 수 있는 경우 운전자가 동시에 다른 1차 위반(과속, 정지 신호 위반 등)을 저질렀을 때에만 가능하다. 뉴햄프셔주는 성인 운전자가 자동차를 운전할 때 안전벨트 착용을 법으로 요구하지 않는 유일한 미국 주이다.
50개 주 중 15개 주에서는 안전벨트 미착용이 2차 위반으로 간주되며, 이는 경찰관이 안전벨트 미착용만으로 운전자를 정지시키고 벌금을 부과할 수 없음을 의미한다. (예외는 콜로라도주로, 어린이가 제대로 고정되지 않은 경우 1차 위반이며 훨씬 더 많은 벌금이 부과된다.) 운전자가 1차 위반(예: 과속)을 저지른 경우, 추가로 안전벨트 미착용으로 기소될 수 있다. 대부분의 주에서 안전벨트 미착용은 원래 2차 위반이었다. 많은 주가 나중에 이를 1차 위반으로 변경했으며, 최초는 1993년 캘리포니아주였다. 1차 안전벨트 착용 법규가 있는 34개 주 중 캘리포니아주, 코네티컷주, 하와이주, 아이오와주, 뉴멕시코주, 뉴욕주, 노스캐롤라이나주, 오리건주, 워싱턴주를 제외한 모든 주에는 원래 2차 단속 법규만 있었다.
34개 주, 워싱턴 D.C., 아메리칸사모아, 괌, 북마리아나 제도, 푸에르토리코 및 미국령 버진아일랜드는 앞 좌석에 대한 1차 단속 법규가 있다.

## 주 및 영토별 법규
이 표는 미국의 안전벨트 착용 법규를 요약한 것이다.
안전벨트 착용 법규는 종종 어린이에게는 적용되지 않는다. 그럼에도 불구하고 미국 50개 주, 컬럼비아 특별구 및 5개 미국령 거주 지역 모두에 별도의 어린이 보호 장치 법규가 있다. 이 표는 기본 벌금만 보여주며, 머리 부상 기금 및 법원 보안 수수료와 같이 많은 지역에서 부과되는 추가 수수료는 포함하지 않는다. 이러한 추가 수수료는 총 부과 벌금을 최대 5배까지 증가시킬 수 있다. 또한 이는 "초범" 벌금이며, 이후 위반 시에는 훨씬 더 높을 수 있다.
2017년에는 23개 주, 워싱턴 D.C., 괌 및 북마리아나 제도에서 안전벨트 착용률이 90% 이상을 기록했다.
| 주, 연방 특별구, 또는 영토                          | 법의 유형                      | 최초 법규 제정일 | 대상                                                              | 수수료 전 기본 벌금                                                     | 안전벨트 사용률 (2017) |
| --------------------------------------------------- | ------------------------------ | ---------------- | ----------------------------------------------------------------- | ----------------------------------------------------------------------- | ---------------------- |
| 틀:나라자료 Alabama                                 | 1차 단속                       | 1991년 7월 18일  | 모든 좌석의 모든 연령                                             | $25                                                                     | 92.9%                  |
| 틀:나라자료 Alaska                                  | 1차 단속                       | 1990년 9월 12일  | 모든 좌석의 모든 연령                                             | $15 (실제 $25)                                                          | 90.1%                  |
| 틀:나라자료 American Samoa                          | 1차 단속                       | —                | 앞 좌석의 모든 연령                                               | $25                                                                     | 84.9%                  |
| 틀:나라자료 Arizona                                 | 2차 단속1                      | 1991년 1월 1일   | 앞 좌석의 모든 연령; 모든 좌석의 16세 미만                        | $10 (실제 $37.20)                                                       | 86.1%                  |
| 틀:나라자료 Arkansas                                | 1차 단속                       | 1991년 7월 15일  | 앞 좌석의 모든 연령; 모든 좌석의 16세 미만                        | $25                                                                     | 81.0%                  |
| California                                          | 1차 단속                       | 1986년 1월 1일   | 모든 좌석의 모든 연령                                             | $20 (실제 $162); 재범 시 $50 (실제 $190)6                               | 96.2%                  |
| 틀:나라자료 Colorado                                | 2차 단속2 마운틴 뷰는 1차 위반 | 1987년 7월 1일   | 앞 좌석의 모든 연령; 모든 좌석의 18세 미만                        | $71                                                                     | 83.8%                  |
| 틀:나라자료 Connecticut                             | 1차 단속                       | 1986년 1월 1일   | 모든 좌석의 모든 연령                                             | $92                                                                     | 90.3%                  |
| 틀:나라자료 Delaware                                | 1차 단속                       | 1992년 1월 1일   | 모든 좌석의 모든 연령                                             | $25                                                                     | 91.4%                  |
| 틀:나라자료 District of Columbia                    | 1차 단속                       | 1985년 12월 12일 | 모든 좌석의 모든 연령                                             | $504                                                                    | 93.6%                  |
| 틀:나라자료 Florida                                 | 1차 단속                       | 1986년 7월 1일   | 앞 좌석의 모든 연령; 모든 좌석의 18세 미만                        | $30 (실제 $116)                                                         | 90.2%                  |
| 틀:나라자료 Georgia (U.S. state) 조지아주           | 1차 단속                       | 1996년 7월 1일   | 앞 좌석의 모든 연령; 모든 좌석의 18세 미만                        | $15                                                                     | 97.1%                  |
| 틀:나라자료 Guam                                    | 1차 단속                       | —                | 모든 좌석의 모든 연령                                             | $100                                                                    | 91.0%                  |
| 틀:나라자료 Hawaii                                  | 1차 단속                       | 1985년 12월 16일 | 모든 좌석의 모든 연령                                             | $45 (실제 $112)                                                         | 96.9%                  |
| 틀:나라자료 Idaho                                   | 2차 단속3                      | 1986년 7월 1일   | 모든 좌석의 모든 연령                                             | $10 (실제 $51.50)                                                       | 81.2%                  |
| 틀:나라자료 Illinois                                | 1차 단속                       | 1988년 1월 1일   | 모든 좌석의 모든 연령                                             | 최소 $164 벌금                                                          | 93.8%                  |
| 틀:나라자료 Indiana                                 | 1차 단속                       | 1987년 7월 1일   | 모든 좌석의 모든 연령                                             | $25                                                                     | 93.0%                  |
| 틀:나라자료 Iowa                                    | 1차 단속                       | 1986년 7월 1일   | 앞 좌석의 모든 연령; 뒷 좌석의 18세 미만                          | $25 (실제 $127.50)                                                      | 91.4%                  |
| 틀:나라자료 Kansas                                  | 1차 단속4                      | 1986년 7월 1일   | 모든 좌석의 14세 이상                                             | 14-17세는 $60; 18세 이상은 $10                                          | 82.0%                  |
| 틀:나라자료 Kentucky                                | 1차 단속                       | 1994년 7월 15일  | 모든 좌석의 7세 이하 및 57 in (140 cm) 초과; 모든 좌석의 8세 이상 | $25                                                                     | 86.8%                  |
| 틀:나라자료 Louisiana                               | 1차 단속                       | 1986년 7월 1일   | 앞 좌석의 13세 이상                                               | $25                                                                     | 87.1%                  |
| 틀:나라자료 Maine                                   | 1차 단속                       | 1995년 12월 26일 | 모든 좌석의 18세 이상                                             | $50                                                                     | 88.9%                  |
| 틀:나라자료 Maryland                                | 1차 단속4                      | 1986년 7월 1일   | 모든 좌석의 16세 이상                                             | $83                                                                     | 92.1%                  |
| 틀:나라자료 Massachusetts                           | 2차 단속                       | 1994년 2월 1일   | 모든 좌석의 13세 이상                                             | $25                                                                     | 73.7%                  |
| 틀:나라자료 Michigan                                | 1차 단속                       | 1985년 7월 1일   | 앞 좌석의 16세 이상, 뒷 좌석의 16세 미만                          | $25 (실제 $65)                                                          | 94.1%                  |
| 틀:나라자료 Minnesota                               | 1차 단속                       | 1986년 8월 1일   | 모든 좌석의 7세 이하 및 57 in (140 cm) 초과; 모든 좌석의 8세 이상 | $25 + $75 수수료                                                        | 92.0%                  |
| 틀:나라자료 Mississippi                             | 1차 단속                       | 1994년 7월 1일   | 모든 좌석의 7세 이상                                              | $25                                                                     | 78.8%                  |
| 틀:나라자료 Missouri                                | 2차 단속2                      | 1985년 9월 28일  | 앞 좌석의 16세 이상; 모든 좌석의 8-15세                           | 16세 이상은 $10; 8-15세는 $50                                           | 84.0%                  |
| 틀:나라자료 Montana                                 | 2차 단속                       | 1987년 10월 1일  | 모든 좌석의 6세 이상                                              | $20                                                                     | 78.0%                  |
| 틀:나라자료 Nebraska                                | 2차 단속                       | 1993년 1월 1일   | 앞 좌석의 18세 이상                                               | $25                                                                     | 85.9%                  |
| 틀:나라자료 Nevada                                  | 2차 단속                       | 1987년 7월 1일   | 모든 좌석의 6세 이상                                              | $25                                                                     | 90.6%                  |
| 틀:나라자료 New Hampshire                           | 성인은 없음, 미성년자만 1차    | 1997년 8월 18일  | 모든 좌석의 17세 이하                                             | $50                                                                     | 67.6%                  |
| 틀:나라자료 New Jersey                              | 1차 단속4                      | 1985년 3월 1일   | 모든 좌석의 8세 이상                                              | 1인당 $46                                                               | 94.1%                  |
| 틀:나라자료 New Mexico                              | 1차 단속                       | 1986년 1월 1일   | 모든 좌석의 18세 이상                                             | $254                                                                    | 91.5%                  |
| 틀:나라자료 New York                                | 1차 단속                       | 1984년 12월 1일  | 모든 좌석의 모든 연령                                             | $50 (할증료 포함 실제 $135)                                             | 93.4%                  |
| 틀:나라자료 North Carolina                          | 1차 단속, 뒷 좌석은 2차        | 1985년 10월 1일  | 모든 좌석의 모든 연령                                             | 앞 좌석은 $180; 뒷 좌석은 $10; 승객이 16세 미만인 경우 운전자는 $266    | 91.4%                  |
| 틀:나라자료 North Dakota                            | 2차 단속3                      | 1994년 7월 14일  | 앞 좌석의 18세 이상; 모든 좌석의 18세 미만                        | 18세 이상은 $20; 18세 미만은 $25 + 면허에 1점4                          | 79.3%                  |
| 틀:나라자료 Northern Mariana Islands                | 1차 단속                       | —                | 모든 좌석의 6세 이상 탑승자                                       | $25                                                                     | 92.2%                  |
| 틀:나라자료 Ohio                                    | 2차 단속                       | 1986년 5월 6일   | 앞 좌석의 15세 이상; 모든 좌석의 8-14세                           | 운전자는 $30; 승객은 $20                                                | 82.8%                  |
| 틀:나라자료 Oklahoma                                | 1차 단속                       | 1987년 2월 1일   | 앞 좌석의 13세 이상                                               | $20                                                                     | 86.9%                  |
| 틀:나라자료 Oregon                                  | 1차 단속                       | 1990년 12월 7일  | 모든 좌석의 모든 연령                                             | $130                                                                    | 96.8%                  |
| 틀:나라자료 Pennsylvania                            | 2차 단속3                      | 1987년 11월 23일 | 앞 좌석의 18세 이상; 모든 좌석의 8-17세                           | $10                                                                     | 85.6%                  |
| 틀:나라자료 Puerto Rico                             | 1차 단속                       | —                | 9세 이상 또는 57인치 이상; 좌석 미지정                            | $50                                                                     | 87.9%                  |
| 틀:나라자료 Rhode Island                            | 1차 단속                       | 1991년 6월 18일  | 모든 좌석의 8세 이상                                              | $75                                                                     | 88.3%                  |
| 틀:나라자료 South Carolina                          | 1차 단속                       | 1989년 7월 1일   | 모든 좌석의 6세 이상                                              | $25                                                                     | 92.3%                  |
| 틀:나라자료 South Dakota                            | 2차 단속                       | 1995년 1월 1일   | 앞 좌석의 18세 이상                                               | $25                                                                     | 74.8%                  |
| 틀:나라자료 Tennessee                               | 1차 단속                       | 1986년 4월 21일  | 앞 좌석의 16세 이상                                               | $25                                                                     | 88.5%                  |
| Texas                                               | 1차 단속                       | 1985년 9월 1일   | 모든 좌석의 7세 이하 및 57인치 이상; 모든 좌석의 8세 이상         | 17세 미만인 경우 $200 (운전자); 15세 이상인 경우 $50 (운전자 또는 승객) | 91.9%                  |
| 틀:나라자료 Utah                                    | 1차 단속                       | 1986년 4월 28일  | 모든 좌석의 모든 연령                                             | $45                                                                     | 88.8%                  |
| 틀:나라자료 Vermont                                 | 2차 단속3                      | 1994년 1월 1일   | 모든 좌석의 모든 연령                                             | $25                                                                     | 84.5%                  |
| 틀:나라자료 U.S. Virgin Islands 버진아일랜드 (미국) | 1차 단속                       | —                | 앞 좌석의 모든 연령                                               | $25 – $250                                                              | 79.1%                  |
| 틀:나라자료 Virginia                                | 2차 단속3                      | 1988년 1월 1일   | 모든 좌석의 모든 연령                                             | $25                                                                     | 85.3%                  |
| 웨이크섬                                            | 1차 단속                       | 2002년 4월 10일  | 모든 연령                                                         | ?                                                                       | 데이터 없음            |
| 틀:나라자료 Washington 워싱턴주                     | 1차 단속                       | 1986년 6월 11일  | 모든 좌석의 8세 이상                                              | $124                                                                    | 94.8%                  |
| 틀:나라자료 West Virginia                           | 1차 단속                       | 1993년 9월 1일   | 앞 좌석의 모든 연령; 뒷 좌석의 8–17세                             | $25                                                                     | 89.7%                  |
| 틀:나라자료 Wisconsin                               | 1차 단속                       | 1987년 12월 1일  | 모든 좌석의 8세 이상                                              | $10                                                                     | 89.4%                  |
| 틀:나라자료 Wyoming                                 | 2차 단속                       | 1989년 6월 8일   | 모든 좌석의 9세 이상                                              | 운전자는 $25; 승객은 $10                                                | 84.8%                  |

참고: 2017년 현재, 미국 전체 도로 차량의 총 안전벨트 착용률은 89.7%이다.
1 애리조나주의 법은 5세 미만에게는 1차 단속이다.
2 콜로라도주와 미주리주의 법은 성인에게는 2차 단속이지만 16세 미만에게는 1차 단속이다.
3 아이다호주, 노스다코타주, 펜실베이니아주, 버몬트주, 버지니아주의 법은 성인에게는 2차 단속이지만 18세 미만에게는 1차 단속이다.
4 캔자스주, 메릴랜드주, 뉴저지주의 법은 뒷좌석 탑승자(캔자스주에서는 18세 이상)에게 2차 단속이다.
5 이 주들은 안전벨트 위반에 대해 운전 기록에 점수를 부과한다.
6 캘리포니아주에서는 형법 § 1463 (i)항에 정의된 주차 위반을 제외한 모든 교통 위반을 포함한 형사 범죄에 대해 법원에서 부과하고 징수하는 모든 벌금, 과태료, 몰수금의 $10 또는 그 일부에 대해 $29의 추가 벌금이 부과된다. 추가 벌금은 다음과 같이 계산된다: PC 1464에 따른 $10 주 벌금, GC 76000(e)에 따른 $7 카운티 벌금, GC 70372(a)에 따른 $5 법원 시설 건설 벌금, GC 76104.6 및 76104.7에 따른 $5 DNA 식별 기금 벌금, GC 76000.5에 따른 $2 응급 의료 서비스 벌금. 별도로, 형법 § 1465.8은 형법 § 1463에 정의된 주차 위반을 제외한 교통 위반을 포함한 형사 범죄에 대한 모든 유죄 판결에 대해 $40의 추가 법원 보안 수수료를 부과하도록 요구한다. 또한 GC 70373은 $35의 형사 시설 유죄 판결 평가를 요구한다.

## 손해 감소
안전벨트를 착용하지 않고 자동차 사고에 연루된 사람은 안전벨트를 착용했을 때보다 훨씬 더 큰 손해에 대한 책임이 있을 수 있다. 그러나 법원에서 대부분의 주들은 안전벨트 미착용으로 인해 소송에서 손해 배상액이 감소하는 것으로부터 운전자를 보호하며, 이는 법을 위반한 경우에도 마찬가지이다. 현재 손해 배상액이 안전벨트 미착용으로 인해 감소할 수 있는 주는 16개 주이다: 알래스카주, 애리조나주, 캘리포니아주, 콜로라도주, 플로리다주 (F.S.A. 316.614(10) 참조), 아이오와주, 미시간주, 미주리주, 네브래스카주, 뉴저지주, 뉴욕주, 노스다코타주, 오하이오주, 오리건주, 웨스트버지니아주, 위스콘신주.

## 효과
안전벨트 법규는 자동차 사고 사망자를 줄이는 데 효과적이다. 한 연구에 따르면 의무 안전벨트 법규는 청소년의 교통 사망자를 8% 줄이고 심각한 교통 관련 부상을 9% 줄였다. 1차 안전벨트 법규는 2차 법규보다 충돌 사망자를 줄이는 데 더 효과적인 것으로 보인다.

## 같이 보기
- 안전벨트 법규
- 미국의 안전벨트 착용률
- 미국의 교통 안전

## 내용주
1. ↑  미국령 군소 제도 (웨이크섬)의 한 지역은 차량의 모든 탑승자에게 안전벨트 착용을 요구한다.[5]
2. ↑  버진아일랜드의 2016년 비율.